# Domiporta
Domiporta is een geslacht van weekdieren uit de klasse van de Gastropoda (slakken).

## Soorten
- Domiporta carnicolor (Reeve, 1844)
- Domiporta citharoidea (Dohrn, 1862)
- Domiporta dianneae Salisbury & Guillot de Suduiraut, 2003
- Domiporta filaris (Linnaeus, 1771)
- Domiporta gloriola (Cernohorsky, 1970)
- Domiporta granatina (Lamarck, 1811)
- Domiporta manoui Huang, 2011
- Domiporta polycincta Turner, 2007
- Domiporta praestantissima (Röding, 1798)
- Domiporta roseovitta Huang, 2011
- Domiporta rufilirata (Adams & Reeve, 1850)
- Domiporta shikamai Habe, 1980
- Domiporta sigillata (Azuma, 1965)
- Domiporta strangei (Angas, 1867)